# Przestrzeń (filozofia)
Przestrzeń – jedna z podstawowych kategorii epistemologiczno-ontologicznych, najczęściej pojmowana jako ogół wszelkich relacji zachodzących pomiędzy obiektami bądź zbiór owych obiektów. W dziejach filozofii pojawiało się wiele teorii i znaczeń pojęcia przestrzeni - m.in. jako próżnia (Demokryt), jako system stosunków pomiędzy rzeczami (Telesio), teoria przestrzeni absolutnej (Newton), przestrzeni relacyjnej (Leibniz), pojęcie przestrzeni logicznej i możliwych stanów rzeczy (Wittgenstein).

## Wybrane koncepcje
Platon posługiwał się pojęciem chora. Było ono prekursorem zarówno pojęcia przestrzeni, jak i materii. 
Arystoteles w Kategoriach wymienia przestrzeń (miejsce) jako jedną z dziewięciu kategorii przypadłościowych. W IV księdze Fizyki rozważa pojęcia przestrzeni i czasu, zastanawiając się, czy i w jaki sposób istnieją. Według Arystotelesa możliwość ruchu ciał (zmiany ich położenia) sprawia, że istnienie przestrzeni wydaje się oczywiste. Zauważa on, że przestrzeń jest czymś innym, niż znajdujące się w niej obiekty, oraz że każdy postrzegalny obiekt znajduje się w jakimś miejscu. Ostatecznie dochodzi do wniosku, że przestrzeń (miejsce) jest granicą pomiędzy ciałem a jego otoczeniem, swego rodzaju „naczyniem” zawierającym ciała.
Z kolei w V księdze Metafizyki Arystoteles pisze, iż przestrzeń (podobnie, jak czas) jest „ilością”, tzn. jest ona tym, co podzielne na dwie lub więcej części. Jest ona również „wielkością”, czyli jest wymierna – podzielna na części ciągłe, tj. długość, szerokość i głębokość. Dodatkowo długość ograniczona jest przez linię, szerokość przez powierzchnię, zaś głębokość ograniczona jest ciałem.
W średniowieczu arystotelejskie pojęcie miejsca rozwinięto do pojęcia rozciągłości. Następnie Thomas Digges i Giordano Bruno odrzucili pojęcie sfery gwiazd stałych i wierzyli, że Wszechświat jest nieskończony. To dało początek nowożytnemu pojęciu przestrzeni.
Descartes dokonał fundamentalnego podziału substancji na:
1. Boga
2. Res cogitans - umysł, duch, dusza, rozum, "rzecz, która wątpi, pojmuje, twierdzi, przeczy, chce, nie chce, a także wyobraża sobie i czuje"
3. Res extensa - zewnętrzny świat ciał

Atrybuty określające res extensa (pierwotne właściwości ciał), to : rozciągłość (łac. extensa), ruch, kształt, wielkość, liczba, miejsce (przestrzenność), czas (temporalność) [Medytacje o pierwszej filozofii]. Jeżeli zatem rozumieć rozciągłość jako szeroko pojętą przestrzeń, to jest ona podstawową cechą materii (cielesności) w koncepcji Kartezjusza.
W rozumieniu Kanta pojęcia przestrzeni i czasu należą do estetyki transcendentalnej, są one formami zmysłowości, wyobrażeniami a priori. Główne argumenty Kanta przemawiające za takim ujęciem:
- przestrzeń nie jest wyobrażeniem zaczerpniętym z doświadczenia zewnętrznego, to przestrzeń właśnie jest warunkiem możliwości pojawienia się owego doświadczenia (gdzie pierwotnie nie ma przestrzeni, tam nie może być żadnego "zewnątrz");
- przestrzeń jest wyobrażeniem koniecznym - nie możemy usunąć jej z myśli, nie można wyobrazić sobie braku przestrzeni.

Wniosek: aby doświadczać czegokolwiek empirycznie, musimy posiadać uprzednio formy naoczności, jakimi są przestrzeń i czas, umożliwiające to doświadczenie. Jakimikolwiek rzeczy same w sobie są, w doświadczeniu zawsze są nam dane jako uformowane czasoprzestrzennie.